# Nenad Radujević
Nenad - Neša Radujević (Beograd, Srbija, 10. maj 1967) direktor je i osnivač Modnog studija Click, prve privatne agencije za modu na teritoriji bivše Jugoslavije. Od 1991. kada je MS Click počeo sa radom, okuplja mlade kreativne autore na polju mode, fotografije, dizajna i svih pratećih delatnosti vezanih za modu i modnu prezentaciju.
Kroz rad na modnim prezentacijama uveo je niz novina i standarda zapadne modne industrije na domaće tržište. Paralelno radi na afirmaciji mladih modnih dizajnera od kojih su danas mnogi etablirana imena domaće modne scene, a neki od njih imaju i uspešne karijere u inostranstvu.
Radio je i na brojnim kulturno-umetničkim projektima u saradnji sa važnim institucijama kulture – Etnografski muzej, Muzej primenjene umetnosti, Francuski kulturni centar, Italijanski centar za kulturu, Studentski kulturni centar, Kulturni centar Beograda, Turistička organizacija Beograda, Turistička organizacija Srbije, Bitef Teatar, BELEF, Muzej grada Beograda, Goethe Institut, British Council...
Autor je projekta Beogradska nedelja mode, koji se od 1996. godine realizuje po ugledu na slične manifestacije u svetu, i to kao prvi projekat takve vrste u celoj Istočnoj Evropi.
Od 2007. godine radi kao profesor u beogradskoj ekspozituri francuske visoke škole za modu i modni menadžment Mod' Art International.
Osnivač je i pokretač fashionart magazina FAAR koji izlazi dva puta godišnje od 2007. godine. Prvi broj časopisa Faar je na prestižnom Bijenalu vizuelnih komunikacija Brumen, osvojio nagradu u kategoriji za časopise i štampane medije. Za svoje četvrto izdanje Faar je nagrađen u Americi u okviru takmičenja How Magazine - International Design Annual, za dizajn naslovne strane.
Bio je angažovan kao kreativni konsultant 2008. godine na organizaciji Eurosonga u Beogradu kao i na projektu Ja imam talenat - Srbija od 2008. do 2013. godine.
Dobitnik je mnogih nagrada među kojima se ističu: nagrada Kulturnog centra Beograda za višegodišnju saradnju, Nagrada za najbolji PR u vanprivrednim delatnostima za projekat Beogradski Fashion Week 2000. godine, Elle style awards za doprinos modi 2012. godine kao i Nagrada za ličnost godine magazina Hello 2012. godine.

## Spoljašnje veze
- Beogradska nedelja mode
- Архивирано на веб-сајту  (1. октобар 2013)